# حاييم رامون

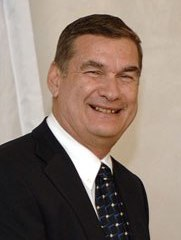
حاييم رامون

حاييم رامون ( العبرية: חיים רמון), (10 أبريل 1950 في يافا )، هو سياسي إسرائيلي من أصل أوكراني ، انتخب لعضوية الكنيست عدة مرات عن حزب العمل، هو المبادر لقانون التأمين الصحي الحكومي، منتصف التسعينات، وهو أحد أهم القوانين التي نظمت التأمين الصحي لكل مواطن في إسرائيل، وفتحت المنافسة بين مزودي الخدمات الصحية. انتقل بعد عام 2005 إلى حزب كديما برئاسة ارئيل شارون. اشغل منصب وزير القضاء ووزارة الداخلية في 4 مايو 2006 وأعلن استقالته من المنصب في 18 أغسطس لنفس العام نتيجة مزاعم عن فضيحة جنسية له وبالرغم من حكم عليه بأنه مذنب بالتحرش الجنسي إلا أنه تم إعادة تعيينه في يوليو 2007 كنائب رئيس الحكومة الإسرائيلية.
حصل على البكالوريوس في الحقوق من جامعة تل أبيب.
بعد 26 عاما في الكنيست اشغل فيها عضوية العديد من لجانه كاللجنة القانونية والمالية والخارجية وغيرها، أعلن في العام 2009 عن استقالته للتفرغ لإدارة الأعمال الخاصة.

## وصلات خارجية
- حاييم رامون على موقع الكنيست (بالإنجليزية)
- قضية حاييم رامون وزير العدل الأسبق